# スズ101
スズ101 (Tin-101・101Sn) とは、スズの同位体の1つ。

## 概要
101Snは、現在発見されている中で3番目に軽いスズの同位体であり、50個の陽子と51個の中性子で構成されている。半減期は3±1秒と、普通の核種から見れば短いが、陽子の数が核子の安定する魔法数を満たすため、他の核種と比べれば長い。
なお、101Snより中性子の数が少ないスズの同位体には100Snと99Snがあるが、スズより重い元素には陽子の数と等しいかそれ以下の数の中性子を持つ同位体は発見されていない。次のアンチモンの同位体で最も軽いのは103Sbであり、中性子と陽子の個数の差は1である。。

## 崩壊モード
101Snはそのほとんどが陽電子放出によって101Inに崩壊する。ただし割合は不明であるが、一部は陽電子放出と陽子放出が同時に発生して100Cdに崩壊する。101Inは大部分が陽電子放出によって101Cdに崩壊するが、一部は陽電子放出と陽子放出が同時に発生し、100Cdは100%が陽電子放出によって、結局は100Agという同じ核種に崩壊するパターンがあるため、分岐は2ヶ所あるものの、崩壊系列は以下の2パターンしかなく、どちらも陽電子放出と電子捕獲という、質量数が変化しない同重体を経由する。
{\displaystyle \mathrm {^{101}_{\ 50}Sn\ {\xrightarrow[{3\ s}]{\beta ^{+}}}\ _{\ 49}^{101}In{\xrightarrow[{15.1\ s}]{\beta ^{+}}}\ _{\ 48}^{101}Cd{\xrightarrow[{1.36\ min}]{\beta ^{+}}}\ _{\ 47}^{101}Ag{\xrightarrow[{11.1\ min}]{\beta ^{+}}}\ _{\ 46}^{101}Pd{\xrightarrow[{8.47\ h}]{\beta ^{+}}}\ _{\ 45}^{101}Rh{\xrightarrow[{3.3\ y}]{\ EC}}\ _{\ 44}^{101}Ru} }
{\displaystyle \mathrm {^{101}_{\ 50}Sn\ {\xrightarrow[{3\ s}]{\beta ^{+},p}}\ _{\ 48}^{100}Cd{\xrightarrow[{49.1\ s}]{\beta ^{+}}}\ _{\ 47}^{100}Ag{\xrightarrow[{2.01\ min}]{\beta ^{+}}}\ _{\ 46}^{100}Pd{\xrightarrow[{3.53\ d}]{\ EC}}\ _{\ 45}^{100}Rh{\xrightarrow[{20.8\ h}]{\beta ^{+}}}\ _{\ 44}^{100}Ru} }
101Snは直接生成されたことはなく、人工的に生成した105Teで稀に発生するアルファ崩壊によって間接的に得ることが出来る。なお、105Teは、単独のアルファ崩壊が見られるかなり軽い核種であり、非常に珍しい。
{\displaystyle \mathrm {^{105}_{\ 52}Te\ {\xrightarrow[{1\mu \ s}]{\alpha }}\ _{\ 59}^{101}Sn} }

## シェルモデルとの関連
101Snは、魔法数を二重に満たす二重魔法核である100Snに中性子が1個加わった核種である。101Snの基底状態は、101Snに近い質量数を持つ103Sn、105Sn、107Snと同一であると仮定されていた。これは、原子核物理学で50年以上使われているシェルモデルから計算された値であり、実際にもよく当てはまっていた、しかし、2010年に、今まで合成が困難であった105Teを合成し、アルファ崩壊によって生成した101Snを実際に測定したところ、シェルモデルから計算されたものに当てはまらず、普通は107Sn、105Sn、103Snの順序で101Snの基底状態のエネルギーが低いところ、101Snのエネルギーは103Snより高いという逆転現象が確認された。シェルモデルに反する基底状態が発見されたのはこれが初めてであり、すぐ隣の二重魔法核である100Snの影響が考えられている。標準的なシェルモデルでは、原子核のスピン値は中性子のペアに依存するため、近い数値の偶数同士・奇数同士は同じスピン値を持つ場合が多いが、101Snはそれに当てはまらない可能性もあり、従来のシェルモデルに修正が必要な可能性が生じたことを示す。